# Église de Kulosaari
L'église de Kulosaari (en finnois : Kulosaaren kirkko) est une église construite dans le quartier de Kulosaari à Helsinki en Finlande ,.

## Galerie

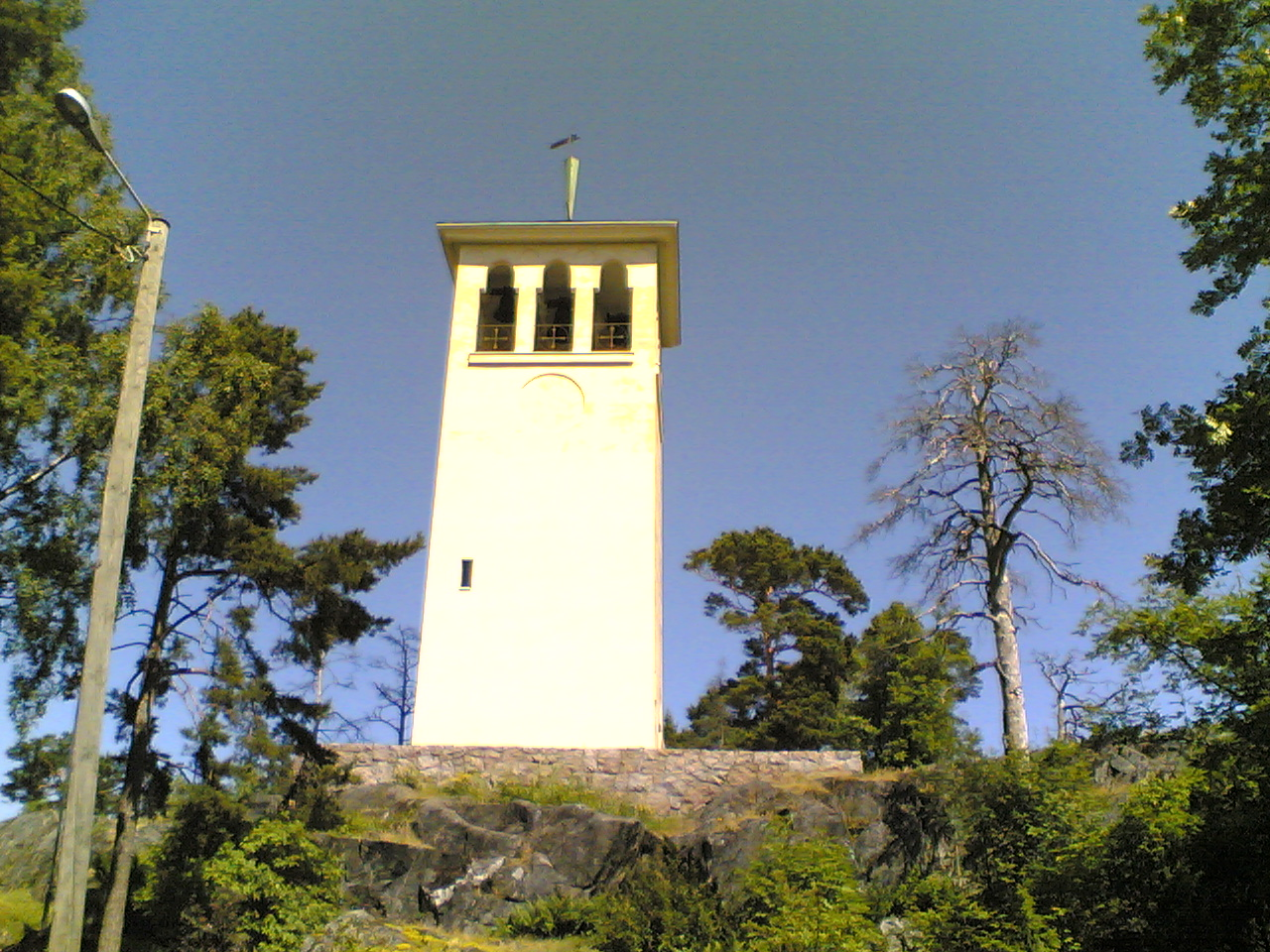
Le clocher.
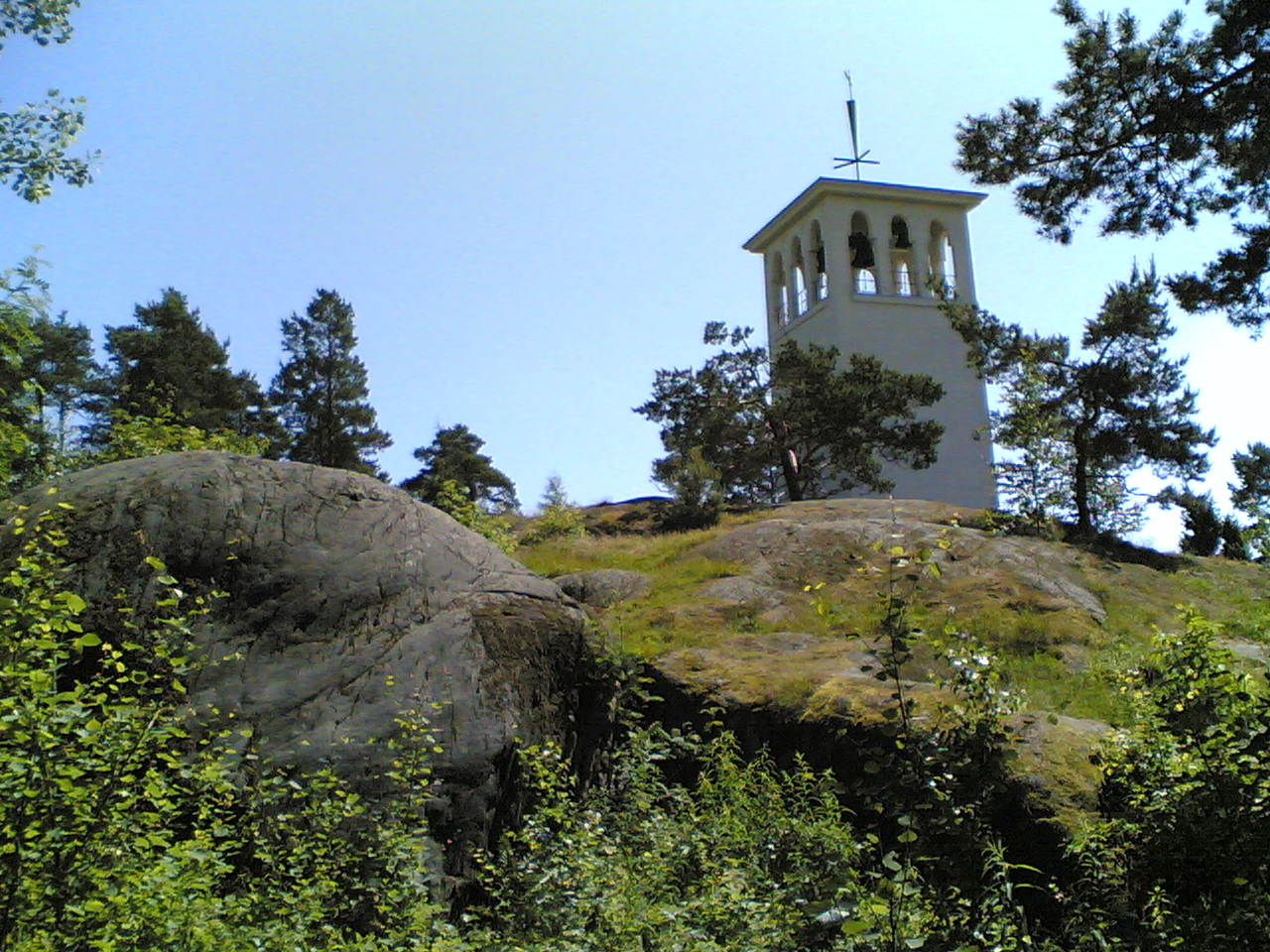
Le clocher.
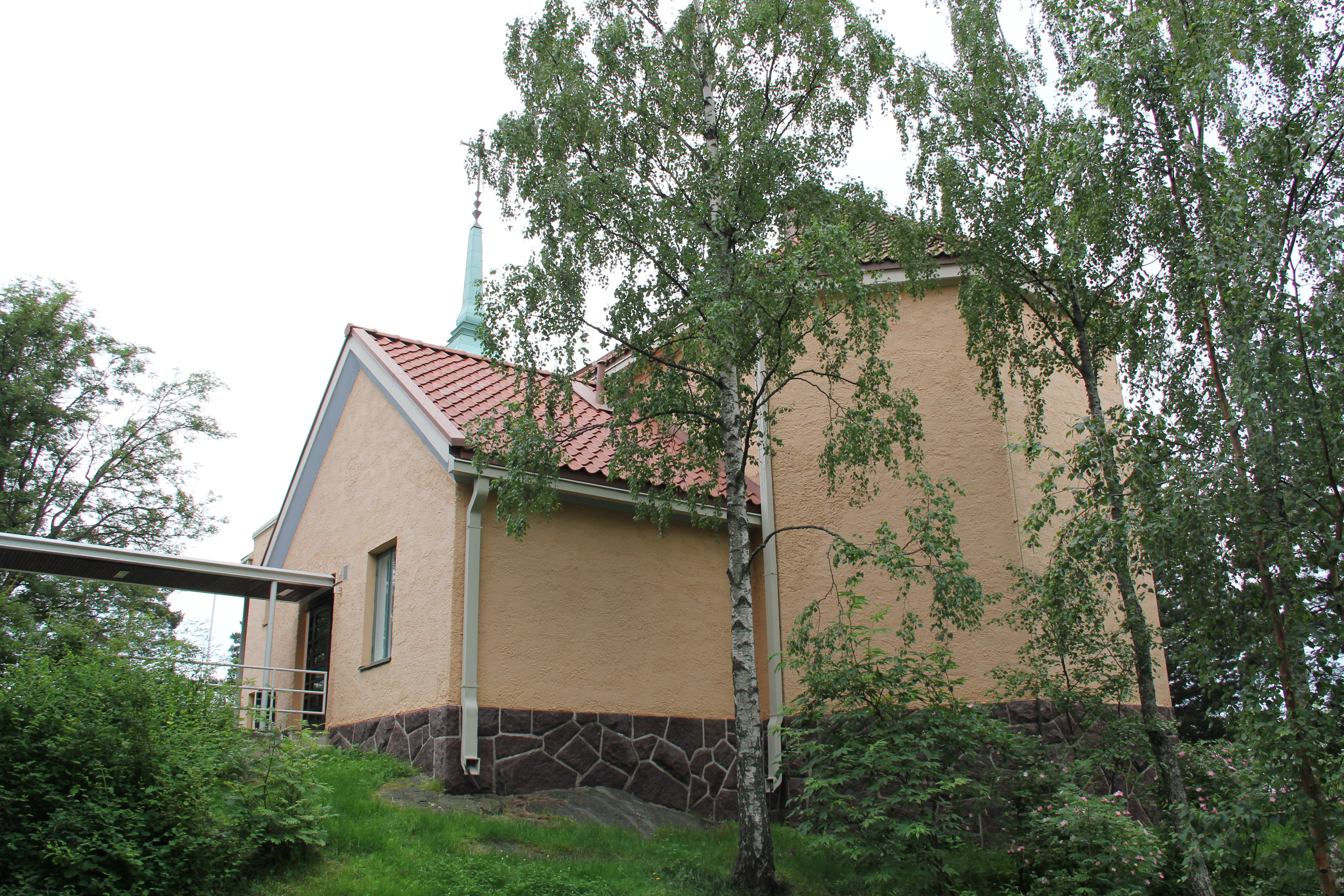
La nef et la sacristie.
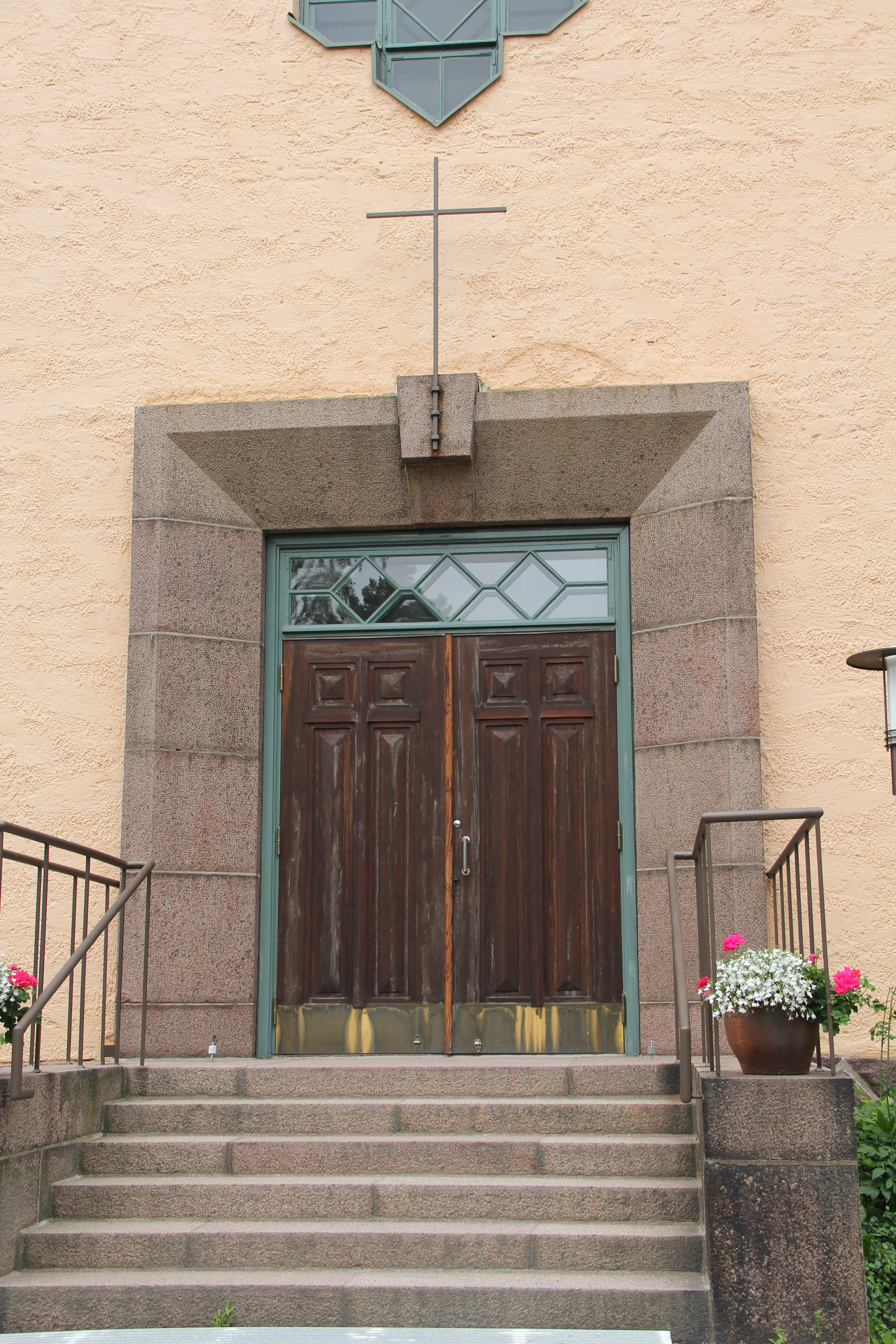
L'entrée principale.